# Wasserturm Gräfensteinberg
Koordinaten: 49° 9′ 9″ N, 10° 49′ 52″ O
Der Wasserturm Gräfensteinberg ist ein 45 Meter (ohne Antenne 34 Meter) hoher Wasserturm auf dem 512 m ü. NHN hohen Geiselsberg in der Gemeinde Haundorf im mittelfränkischen Landkreis Weißenburg-Gunzenhausen (Bayern).
Der Turm befindet sich zwischen den Gemeindeteilen Gräfensteinberg und dem Absberger Gemeindeteil Igelsbach auf Haundorfer Gebiet. Er steht in Gipfelnähe direkt an der Kreisstraße WUG 1 und ist eine weithin sichtbare Landmarke.
Er wurde zwischen den 10. März 1976 und Dezember 1976 errichtet. Er besitzt zwei ringförmige Wasserbehälter mit je 450 Kubikmeter Speichervolumen. Die Unterkante des 2 Meter hohen Fundamentes des Turmes mit einem Durchmesser von 14,4 Metern, befindet sich in 6 Metern Tiefe. Der 16 Meter hohe Turmkorb, dessen Durchmesser von 17,6 Meter auf 19,6 Meter zunimmt, ruht auf einem 18 Meter hohen Betonschaft mit 5,80 Meter Durchmesser, der nach dem Verfahren der Kletterschalung in 5 ½ Tagen errichtet wurde. Der Turmkorb ist mit 24 Betonplatten verkleidet, von denen jede 9,5 Tonnen wiegt.
Der Wasserturm Gräfensteinberg, der auch zur Verbreitung des Radioprogramms von „Radio 8“ auf der UKW-Frequenz 90,3 MHz mit 100 W effektiver Strahlungsleistung (ERP) dient, kann während der Sommermonate im Rahmen regelmäßiger Führungen besichtigt werden, wobei die Besuchergalerie über einen Treppenaufgang mit 165 Stufen zugänglich ist. Von der Aussichtsplattform aus hat man sowohl einen Überblick über den Brombachsee im Osten und den Altmühlsee im Westen, wie auch über den ehemaligen Verlauf des Obergermanisch-Raetischer Limes, der etwa fünf Kilometer südlich bei Gunzenhausen seinen nördlichsten Punkt in Mittelfranken erreichte.